# Kurimka
Kurimka és un poble i municipi d'Eslovàquia. Es troba a la regió de Prešov, al nord del país.

## Història
La primera referència escrita de la vila data del 1548.

## Demografia
| Godina             | 1994 | 2004   | 2014   | 2024   |
| ------------------ | ---- | ------ | ------ | ------ |
| Nombre de persones | 398  | 385    | 381    | 362    |
| Diferència         |      | −3,26% | −1,03% | −4,98% |

| Godina             | 2023 | 2024   |
| ------------------ | ---- | ------ |
| Nombre de persones | 365  | 362    |
| Diferència         |      | −0,82% |